# Ordu
Ordu một thành phố tự trị (büyük şehir) của Thổ Nhĩ Kỳ. Các tỉnh và thành phố giáp ranh là: Samsun về phía tây bắc, Tokat về phía tây nam, Sivas về phía nam, và Giresun về phía đông.
Thành phố Ordu nằm trên một dải đất của bờ Biển Đen và các đồi ở phía sau. Thành phố là nơi thu hút khách du lịch từ Gruzia và Nga đến các bãi tắm, sông và núi dọc Biển Đen.

## Khí hậu
| Dữ liệu khí hậu của Ordu                     | Dữ liệu khí hậu của Ordu | Dữ liệu khí hậu của Ordu | Dữ liệu khí hậu của Ordu | Dữ liệu khí hậu của Ordu | Dữ liệu khí hậu của Ordu | Dữ liệu khí hậu của Ordu | Dữ liệu khí hậu của Ordu | Dữ liệu khí hậu của Ordu | Dữ liệu khí hậu của Ordu | Dữ liệu khí hậu của Ordu | Dữ liệu khí hậu của Ordu | Dữ liệu khí hậu của Ordu | Dữ liệu khí hậu của Ordu |
| Tháng                                        | 1                        | 2                        | 3                        | 4                        | 5                        | 6                        | 7                        | 8                        | 9                        | 10                       | 11                       | 12                       | Năm                      |
| -------------------------------------------- | ------------------------ | ------------------------ | ------------------------ | ------------------------ | ------------------------ | ------------------------ | ------------------------ | ------------------------ | ------------------------ | ------------------------ | ------------------------ | ------------------------ | ------------------------ |
| Cao kỉ lục °C (°F)                           | 25.4 (77.7)              | 28.3 (82.9)              | 32.8 (91.0)              | 36.8 (98.2)              | 35.6 (96.1)              | 37.3 (99.1)              | 37.1 (98.8)              | 36.3 (97.3)              | 36.4 (97.5)              | 34.2 (93.6)              | 32.4 (90.3)              | 29.7 (85.5)              | 37.3 (99.1)              |
| Trung bình ngày tối đa °C (°F)               | 11.2 (52.2)              | 11.4 (52.5)              | 12.8 (55.0)              | 15.4 (59.7)              | 19.8 (67.6)              | 24.8 (76.6)              | 27.7 (81.9)              | 28.5 (83.3)              | 25.2 (77.4)              | 21.1 (70.0)              | 16.7 (62.1)              | 13.2 (55.8)              | 19.0 (66.2)              |
| Trung bình ngày °C (°F)                      | 7.3 (45.1)               | 7.2 (45.0)               | 8.7 (47.7)               | 11.5 (52.7)              | 16.1 (61.0)              | 21.0 (69.8)              | 23.9 (75.0)              | 24.5 (76.1)              | 21.0 (69.8)              | 17.0 (62.6)              | 12.3 (54.1)              | 9.1 (48.4)               | 15.0 (59.0)              |
| Tối thiểu trung bình ngày °C (°F)            | 4.4 (39.9)               | 4.2 (39.6)               | 5.7 (42.3)               | 8.5 (47.3)               | 13.0 (55.4)              | 17.4 (63.3)              | 20.4 (68.7)              | 21.1 (70.0)              | 17.6 (63.7)              | 13.9 (57.0)              | 9.1 (48.4)               | 6.2 (43.2)               | 11.8 (53.2)              |
| Thấp kỉ lục °C (°F)                          | −7.2 (19.0)              | −6.7 (19.9)              | −4.7 (23.5)              | −1.4 (29.5)              | 3.4 (38.1)               | 8.4 (47.1)               | 12.6 (54.7)              | 13.0 (55.4)              | 8.2 (46.8)               | 2.5 (36.5)               | −1.5 (29.3)              | −3.2 (26.2)              | −7.2 (19.0)              |
| Lượng Giáng thủy trung bình mm (inches)      | 108.4 (4.27)             | 84.9 (3.34)              | 86.8 (3.42)              | 66.5 (2.62)              | 61.5 (2.42)              | 70.3 (2.77)              | 58.5 (2.30)              | 67.9 (2.67)              | 88.3 (3.48)              | 134.9 (5.31)             | 128.8 (5.07)             | 109.2 (4.30)             | 1.066 (41.97)            |
| Số ngày giáng thủy trung bình                | 14.67                    | 14.30                    | 17.13                    | 15.00                    | 14.10                    | 11.73                    | 9.83                     | 9.83                     | 13.17                    | 14.30                    | 12.73                    | 14.80                    | 161.6                    |
| Số giờ nắng trung bình tháng                 | 71.3                     | 84.8                     | 99.2                     | 135.0                    | 170.5                    | 195.0                    | 189.1                    | 186.0                    | 150.0                    | 120.9                    | 102.0                    | 71.3                     | 1.575,1                  |
| Số giờ nắng trung bình ngày                  | 2.3                      | 3.0                      | 3.2                      | 4.5                      | 5.5                      | 6.5                      | 6.1                      | 6.0                      | 5.0                      | 3.9                      | 3.4                      | 2.3                      | 4.3                      |
| Nguồn: Cơ quan Khí tượng Nhà nước Thổ Nhĩ Kỳ |                          |                          |                          |                          |                          |                          |                          |                          |                          |                          |                          |                          |                          |

## Hành chính
Trước năm 2012, trung tâm tỉnh Ordu trước đây là thành phố tỉnh lỵ (merkez ilçesi) Ordu. Năm 2012, Thổ Nhĩ Kỳ thông qua luật công nhận các tỉnh có dân số trên 750.000 người là những thành phố tự trị (büyükşehir belediyeleri). Theo đó, năm 2013, thành phố tỉnh lỵ Ordu cũ được giải thể để thành lập huyện mới là Altınordu. Hiện tại, thành phố được chia thành 19 huyện hành chính:

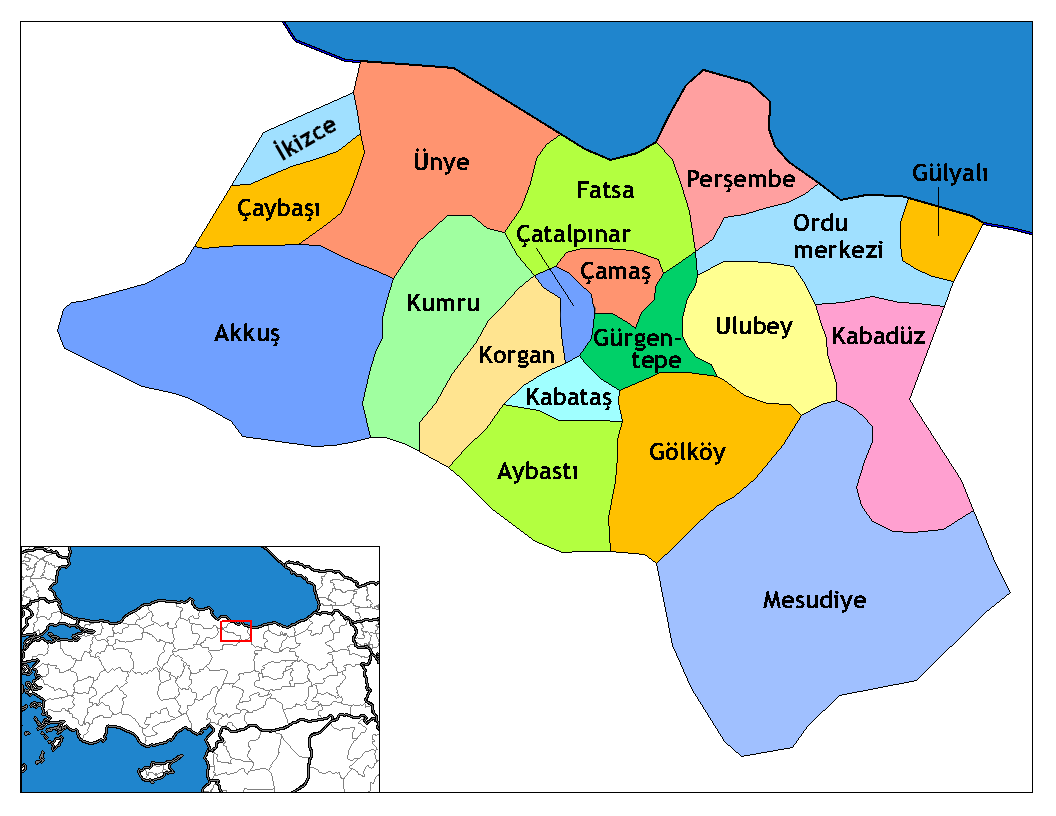
Bản đồ hành chính của tỉnh Ordu trước 2012

| - Akkuş - Altınordu - Aybastı - Çamaş - Çatalpınar - Çaybaşı - Fatsa - Gölköy - Gülyalı - Gürgentepe | - İkizce - Kabadüz - Kabataş - Korgan - Kumru - Mesudiye - Perşembe - Ulubey - Ünye |

## Thành phố kết nghĩa
- Batumi, Gruzia, từ năm 2000[2]
- Ganja, Azerbaijan[3]
- Frankfurt, Đức[3]
- Strasbourg, Pháp[3]